# Levi Yitzchak Schneerson
Levi Yitzchak Schneerson (in ebraico לוי יצחק שניאורסון‎?; Homel', 28 aprile 1878 – Almaty, 9 agosto 1944) è stato un rabbino, mistico e educatore bielorusso, ebreo ortodosso rinomato membro del movimento Chabad Lubavitch chassidico a Dnipro in Ucraina.
Era padre del settimo e ultimo Rebbe Lubavitcher, Rabbi Menachem Mendel Schneerson.

## Biografia
Nel 1900, Levi Yitzchak sposò Chana Yanovski, il cui padre, Rabbi Meir Shlomo, era il rabbino della città ucraina di Mykolaïv. Nel 1902 nacque il loro figlio maggiore, Menachem Mendel, che divenne poi il Rebbe di Chabad-Lubavitch.
Schneerson visse a Mykolaïv fino al 1909, quando fu nominato rabbino di Ekatrinoslav. Nel 1939 fu arrestato dal regime bolscevico a causa della sua strenua opposizione contro gli sforzi del Partito di eradicare lo studio e l'osservanza ebraici nell'Unione Sovietica. Dopo oltre un anno di torture e interrogatori nelle prigioni di Stalin, fu condannato all'esilio in un remoto villaggio del Kazakistan. Poco prima di morire, Levi Yitzchak fu in grado di spostarsi a Almaty, dove fu calorosamente ospitato dalla piccola comunità ebraica locale. Mori lì nel 1944 e fu sepolto nel cimitero della cittadina. Molto vicino al cimitero è stata ora costruita una sinagoga in suo onore.
Schneerson fu un noto cabalista. Alcuni dei suoi scritti sono stati pubblicati col titolo Likkutei Levi Yitschok. La maggioranza però fu bruciata o confiscata dalle autorità sovietiche, e quello che è rimasto deve ancora esser restituito al movimento Chabad.